# Station Unebi
Station Unebi (畝傍駅, Unebi-eki) is een spoorwegstation in de Japanse stad Kashihara. Het wordt aangedaan door de Sakurai-lijn (Manyō-Mahoroba-lijn). Het station heeft twee sporen, gelegen aan twee zijperrons.

## Treindienst

### JR West
| Stationszijde | ■ Sakurai-lijn | richting Sakurai, Tenri en Nara |
| Overzijde     | ■ Sakurai-lijn | richting Takada                 |

## Geschiedenis
Het station werd in 1893 geopend.

## Stationsomgeving
- Station Yamato-Yagi aan de Kintetsu Osaka-lijn
- Station Yagi-Nishiguchi aan de Kintetsu Kashihara-lijn
- Ofusa-Kanon (tempelcomplex)
- Ruïnes van Fujiwara-kyō
- Imai-chō (historische wijk)
- Medische Universiteit van Nara
- Stadhuis van Kashihara

Nara · Kyōbate · Obitoke · Ichinomoto · Tenri · Nagara · Yanagimoto · Makimuku · Miwa · Sakurai · Kaguyama · Unebi · Kanahashi · Takada